# Kensington (London)

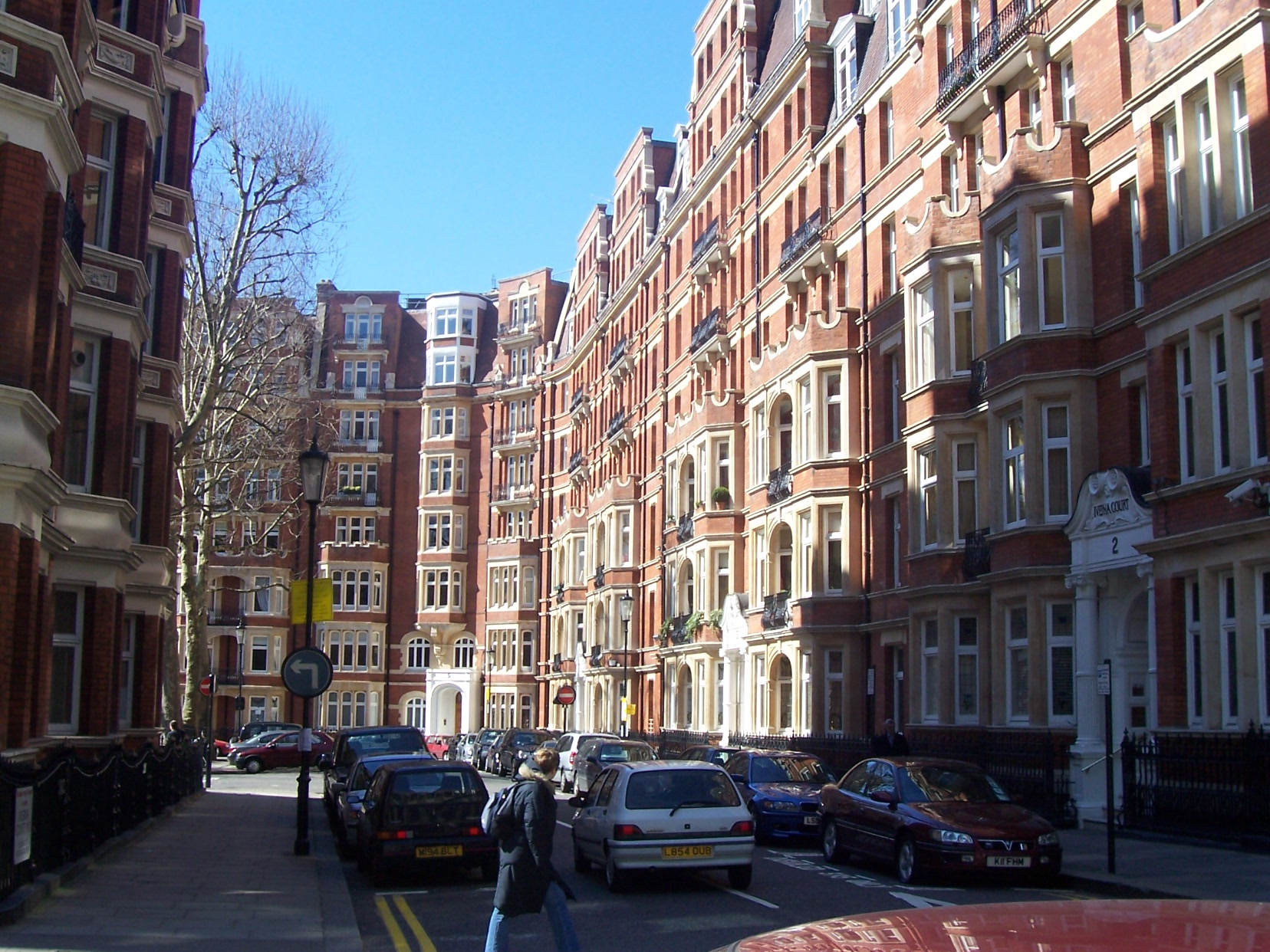
Kensington

Kensington ist ein Stadtteil im Westen Londons, der zum Stadtbezirk Kensington and Chelsea gehört. Direkt am westlichen Rand des Hyde Parks gelegen, bietet der Stadtteil mit seiner überwiegend viktorianischen Bebauung das gepflegte Bild eines aristokratischen, als „königlich“ geltenden Viertels. Es sind aber auch einige bodenständige Cafés, Pubs und Bars zu finden (insbesondere in der Kensington Church Street).
Berühmt ist der Stadtteil durch die direkte Nachbarschaft des Kensington Palace und aufgrund der sehr hohen Immobilienpreise einiger prominenter Luxusobjekte am Rande der Kensington Gardens und des Hyde Parks sowie durch Albertopolis, ein Museenviertel, in dem auch die Royal Albert Hall liegt.
Im Westen Kensingtons gibt es im Umfeld der mehrspurigen Hauptverkehrsstraße Westway einige Sozialbauten, darunter den durch ein Feuer im Juni 2017 bekannt gewordenen Grenfell Tower.

## Politisches Profil
Kensington bildet den Wahlbezirk im Vereinigten Königreich mit dem höchsten Durchschnittseinkommen und wählte bis 2017 konstant die konservative Partei. In der Britischen Unterhauswahl 2017 wurde in einem der engsten Wahlergebnisse mit 35 Stimmen Vorsprung der Kandidat der Labour Party gewählt.

## Persönlichkeiten
In Kensington geboren:
- John Wall Callcott (* 20. November 1766), Komponist und Musiktheoretiker
- William Whiting (* 1. November 1825), Dichter der Hymne Eternal Father, Strong to Save
- James Fitzjames Stephen (* 3. März 1829), Jurist, Rechtshistoriker, Philosoph und Essayist
- Alfred Kempe (* 6. Juli 1849), Mathematiker, nach ihm benannt ist der Mount Kempe in der Antarktis
- Reginald Courtenay Welch (* 17. Oktober 1851), Fußballspieler und Sportfunktionär
- Walter Lindsay (* 15. Mai 1855), Generalmajor der British Army
- William Thwaites (* 9. Juni 1868), Offizier der British Army
- Charles Samuel Myers (* 13. März 1873), Psychiater und Hochschullehrer
- Howard Carter (* 9. Mai 1874), Ägyptologe
- G. K. Chesterton (* 29. Mai 1874), Schriftsteller und Journalist
- Reginald Campbell Thompson (* 21. August 1876), Archäologe
- Victor Hay, 21. Earl of Erroll (* 17. Oktober 1876), Diplomat und Schriftsteller
- Olive Willis (* 26. Oktober 1877), Gründerin und Schulleiterin der Downe House School
- Frank Carter (* 13. Januar 1879), Geher
- Leonard Sidney Woolf (* 25. November 1880 in 101 Lexham Gardens), Verleger und Autor
- James Alphege Brewer (* 24. Juli 1881), Künstler
- Virginia Woolf (* 25. Januar 1882 in 22 Hyde Park Gate als Adeline Virginia Stephen), Schriftstellerin
- Ernest Haley (* 3. Januar 1885), Leichtathlet und Olympionike
- Richard Yorke (* 28. Juli 1885), Hindernis- und Mittelstreckenläufer
- John Cox (* 21. Juli 1886), Ringer
- Rudolph Albert Peters (* 13. April 1889), Biochemiker und Mediziner
- Sidnie Manton (* 4. Mai 1902), Zoologin und Ökologin
- Lancelot Perowne (* 11. Juni 1902), Generalmajor der British Army
- John Gielgud (* 14. April 1904), Schauspieler und Regisseur
- Basil Gray (* 21. Juli 1904), Kunsthistoriker
- Doreen Ingrams (* 24. Januar 1906), Jemenforscherin, Autorin, Herausgeberin und Schauspielerin
- Eleanor Burford (* 1. September 1906), Schriftstellerin
- Peter Clark (* 2. Januar 1915), Autorennfahrer
- John Hawkesworth (* 7. Dezember 1920), Drehbuchautor und Produzent
- Athina Livanos (1929–1974), griechisch-französische Schiffserbin, die zweite Tochter des griechischen Reeders Stavros Livanos und Arietta Zafiraki
- Peter Hill-Wood (* 25. Februar 1936), Bankier und Fußballfunktionär
- George Cohen (* 22. Oktober 1939), Fußballnationalspieler, Weltmeister 1966
- Francesca Annis (* 14. Mai 1944 oder 1945), Schauspielerin
- Tessa Bell-Briggs (* 30. November 1951), Schauspielerin
- Dido (* 25. Dezember 1971), Sängerin

In Kensington geboren und gestorben:
- Charles Pratt, 1. Earl Camden (* März 1714; † 18. April 1794), Anwalt, Richter und Politiker
- Richard Meinertzhagen (* 3. März 1878; † 17. Juni 1967), britischer Offizier und Vogelkundler, lebte ab 1921 in 17 Kensington Park Gardens

In Kensington gestorben:
- Isaac Newton († 20. Märzjul./31. März 1727greg.), Physiker, Mathematiker, Philosoph und Verwaltungsbeamter
- Freddie Mercury († 24. November 1991), Leadsänger der Band Queen
- Richard Wright († 15. September 2008), Mitglied der Band Pink Floyd